# Absolute World

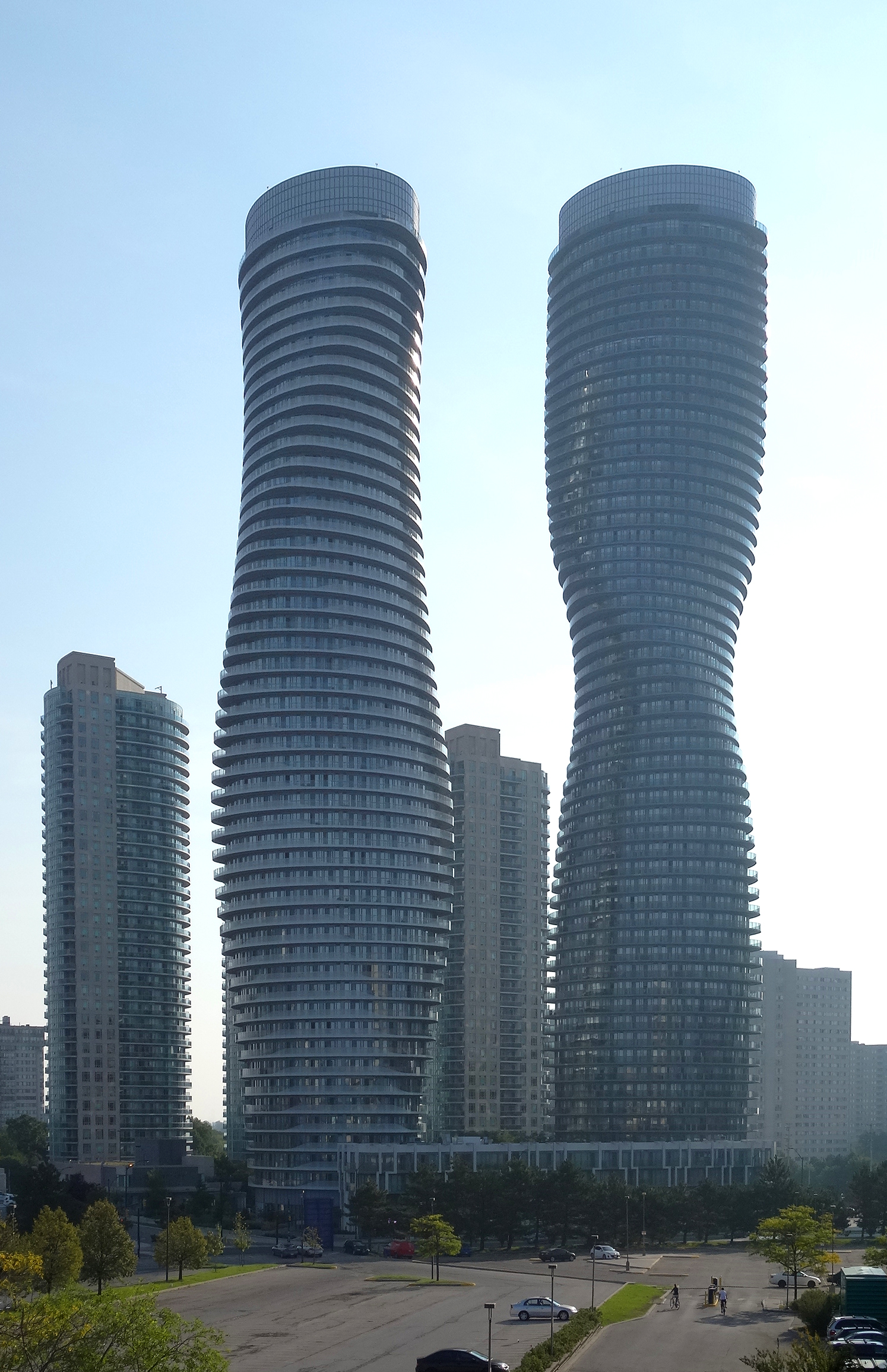

Absolute World is een geheel van twee wolkenkrabbers in de Canadese stad Mississauga (Greater Toronto Area), Ontario. De torens zijn een ontwerp van de Chinese architect Ma Yansong en zijn architectenbureau MAD. Omwille van de aparte, sensuele vorm van het gebouw, kregen de torens ook de bijnaam van Marilyn Monroe Towers.
De twee woontorens hebben een hoogte van 179,5 en 161,2 meter met respectievelijk 56 en 50 verdiepingen, onderkelderd met een ondergrondse parking op zes niveaus. In de grootste van de twee torens loopt de draaibeweging in het onderwerp tussen de laagste en hoogste verdieping op tot 209 graden. Het ingenieurskantoor was Sigmund Soudack & Associates, hoofdaannemer Dominus Construction Group. De eerste steen werd gelegd in 2007, het project was afgewerkt in 2012.
Het complex was de laureaat van de Emporis Skyscraper Award 2012 die in de loop van 2013 werd toegekend.

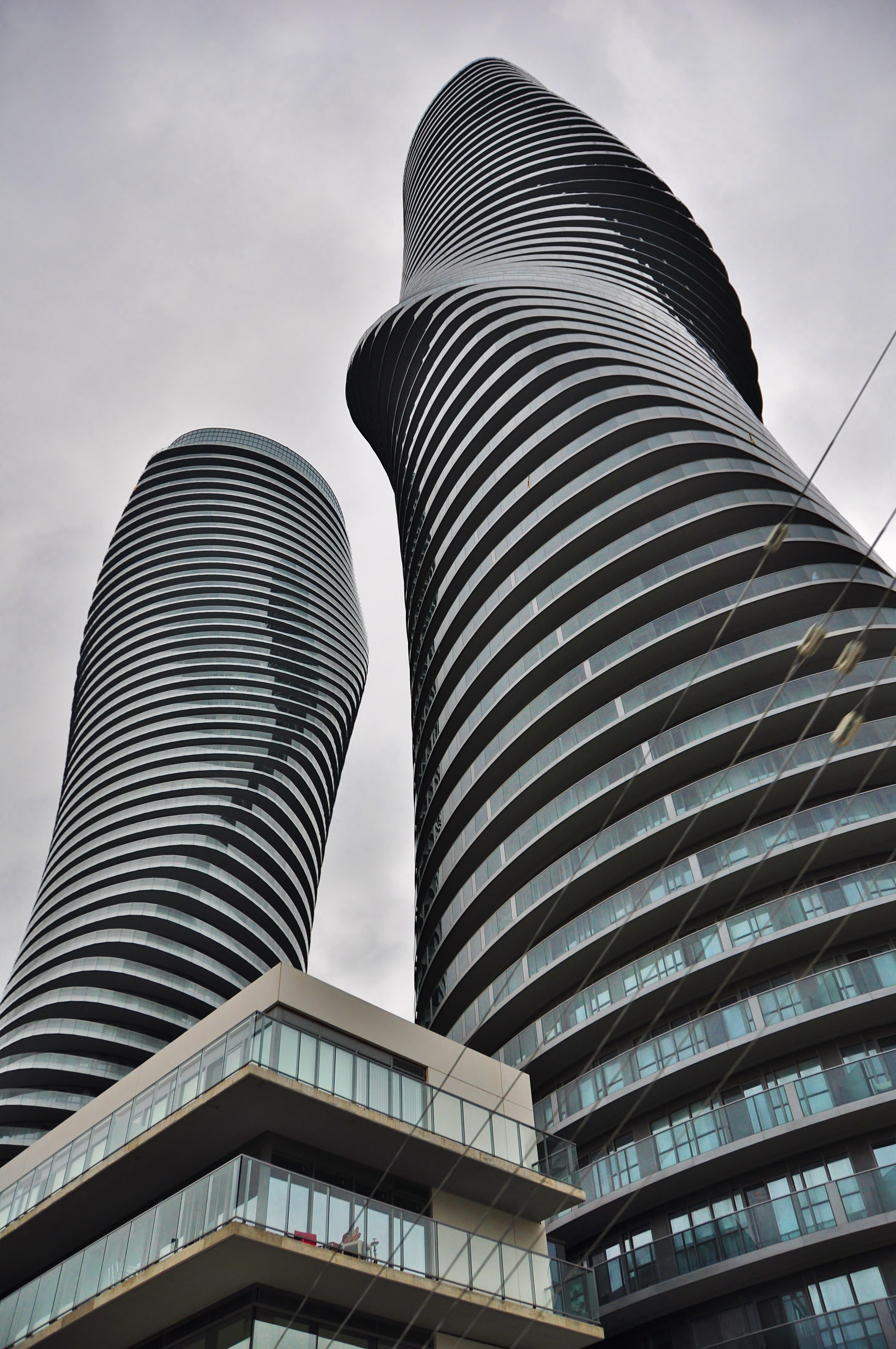